# Кейк, Джонатан
Джо́натан Джеймс Кейк (англ. Jonathan James Cake; 31 августа 1967, Уэртинг, Сассекс, Англия, Великобритания) — британский актёр.

## Биография и карьера
Джонатан Джеймс Кейк родился 31 августа 1967 года в Уэртинге (графство Сассекс, Англия, Великобритания). Его отец был импортёром стеклянной посуды, а мать — школьным администратором. Он самый младший из трёх сыновей. Когда ему было четыре года, его пригласили на сцену во время традиционной британской пантомимы для детей. Эта экспозиция зажгла его интерес к актёрскому искусству. В возрасте восьми лет, Джонатан брал уроки драмы и принимал участие в спектаклях. Будучи подростком, он гастролировал по Великобритании с лондонским Национальным молодёжным театром. После окончания школы, Кейк изучал английский в Кембриджском университете. Он стал игроком в регби в колледже и окончил его в 1989 году. Он посещал двухгодичную программу обучения в Бристольской театральной школе Old Vic, а затем обучался в Королевской шекспировской компании.
Работал над различными телевизионными программами и фильмами. Среди его известных ролей на экране Джек Фавелл в «Ребекке» (1997), Освальд Мосли в «Мосли» (1997), Иафет в телевизионном фильме NBC «Ковчег Ноя» (1999), Тираннус в мини-сериале ABC «Империя»  (2005) и Детектив Чак Вэнс в сериале ABC «Отчаянные домохозяйки» (2011–2012).
С 24 сентября 2004 года Кейк женат на актрисе Джулианне Николсон, у них двое детей — сын Игнатиус Кейк (род. в сентябре 2007) и дочь Фиби Маргарет Кейк (род. 30.04.2009). До отношений с Николсон, семь лет встречался и был помолвлен с актрисой Оливией Уильямс, с которой расстался за две недели до запланированной свадьбы.

## Избранная фильмография
| Год       |     | Русское название                      | Оригинальное название             | Роль |
| --------- | --- | ------------------------------------- | --------------------------------- | --- |
| 1995      | ф   | Первый рыцарь                         | First Knight                      | Сир Гарет |
| 1996      | мс  | Незнакомка из Уайлдфелл-Холла         | The Tenant of Wildfell Hall       | Хаттерсли |
| 1996      | с   | Тонкая голубая линия                  | The Thin Blue Line                | Жеребец |
| 1997      | мс  | Ребекка                               | Rebecca                           | Фавелл |
| 1997      | с   | Джонатан Крик                         | Jonathan Creek                    | Протестующий хиппи |
| 1998      | мтф | Мосли                                 | Mosley                            | Освальд «Том» Мосли |
| 2003      | тф  | Боги речного мира                     | Riverworld                        | Ниро |
| 2004      | с   | Пуаро Агаты Кристи                    | Agatha Christie's Poirot          | Джон Кристоу |
| 2006      | с   | Массовка                              | Extras                            | Стив Шервуд |
| 2008      | ф   | Возвращение в Брайдсхед               | Brideshead Revisited              | Рекс Моттрам |
| 2008      | с   | Закон и порядок: Преступное намерение | Law & Order: Criminal Intent      | Колин Леджер |
| 2009      | с   | Чак                                   | Chuck                             | Коул Баркер |
| 2009      | с   | Закон и порядок                       | Law & Order                       | Маркус Уолл |
| 2010      | с   | Мисс Марпл Агаты Кристи               | Agatha Christie's Marple          | Марк Истербрук |
| 2011      | с   | Без координат                         | Off the Map                       | Ангус Синклер |
| 2011      | с   | Риццоли и Айлс                        | Rizzoli & Isles                   | Доктор Иэн Фолкнер |
| 2011      | ки  | Star Wars: The Old Republic           | Star Wars: The Old Republic       | Дарт Танатон / Deadfall / Генерал Грейст / Лорд Гратан / Лорд Хэреш / Майор Суэйн Лотар / Рейд Гандон / Смотритель Седьмой |
| 2011—2012 | с   | Отчаянные домохозяйки                 | Desperate Housewives              | Чак Вэнс |
| 2012      | с   | Убийство                              | The Killing                       | Дэвид Рейнер |
| 2013      | с   | Смерть в раю                          | Death in Paradise                 | Дэниел Морган |
| 2015      | с   | Бывшие                                | The Exes                          | Роберт Томас |
| 2016      | с   | Мыслить как преступник                | Criminal Minds                    | Джон Брэдли |
| 2016      | с   | Закон и порядок: Специальный корпус   | Law & Order: Special Victims Unit | Монсеньор Малреган |
| 2016—2017 | с   | Любовники                             | The Affair                        | Фуркат |
| 2018      | с   | Легенды завтрашнего дня               | Legends of Tomorrow               | Чёрная Борода |
| 2018      | с   | Спецназ                               | SEAL Team                         | Алан Каттер |